# 오토르발드
오토르발드(우크라이나어: Оторвальд, 영어: O.Torvald)는 우크라이나의 록 밴드이다. 유로비전 송 콘테스트 2017에서 우크라이나 대표로 참가했다.

## 구성원

### 현재 구성원
- 예우헨 할리치 (우크라이나어: Євген Галич) - 보컬, 기타 (2005년 ~ 현재)
- 데니스 미주크 (우크라이나어: Денис Мізюк) - 기타, 백 보컬 (2005년 ~ 현재)
- 미콜라 라이다 (우크라이나어: Микола Райда) - 디스크 자키, 피아노 (2008년 ~ 현재)
- 예우헤니 일린 (우크라이나어: Євгеній Ільїн) - 베이스 기타 (2017년 ~ 현재)
- 아나스타시야 세레다 (우크라이나어: Анастасія Середа) - 드럼 (2019년 ~ 현재)

### 이전 구성원
- 올렉산드르 네치포렌코 (우크라이나어: Олександр Нечипоренко) - 리듬 기타 (2005년 ~ 현재)
- 안드리 리트비노크 (우크라이나어: Андрій Литвинок) - 드럼 (2005년 ~ 2008년)
- 볼로디미르 야코울레우 (우크라이나어: Володимир Яковлєв) - 드럼 (2008년 ~ 2011년)
- 이호르 오다류크 (우크라이나어: Ігор Одарюк) - 베이스 기타 (2005년 ~ 2010년)
- 드미트로 말리체우 (우크라이나어: Дмитро Малічев) - 베이스 기타 (2010년 ~ 2011년)
- 볼로디미르 야로셴코 (우크라이나어: Володимир Ярошенко) - 베이스 기타 (2011년 ~ 2014년)
- 미키타 바실예우 (우크라이나어: Микита Васильєв) - 베이스 기타, 백 보컬 (2014년 ~ 2017년)
- 바딤 콜리스니첸코 (우크라이나어: Вадим Колісніченко) - 드럼 (2018년)
- 올렉산드르 솔로하 (우크라이나어: Олександр Солоха) - 드럼 (2011년 ~ 2017년, 2018년)